# Семейные обстоятельства (фильм)
«Семейные обстоятельства» — советский чёрно-белый широкоэкранный художественный фильм, снятый режиссёром Леонидом Мартынюком на киностудии «Беларусьфильм» в 1977 году.
По мотивам повести Альберта Лиханова «Обман».
Премьера фильма состоялась 5 декабря 1977 года.

## Сюжет
Пятнадцатилетний Сергей узнаёт, что его отец, которого он считал погибшим, на самом деле жив и посылал ему деньги. После смерти матери и разрыва с отчимом, он решает вернуть деньги отцу, чтобы не быть от него зависимым. Для этого он крадёт деньги в буфете телестудии, где работает помощником осветителя. Ужаснувшись своим поступком, Сергей планирует уехать, но в поезде осознаёт свои ошибки и решает вернуться, чтобы признаться в краже.
Картина «Семейные обстоятельства» (сценарий А. Лиханова, режиссёр Л. Мартынюк) драматична по своему сюжетному замыслу: мальчик бежит из дома, в поезде он вспоминает, что произошло, вспоминает и радостное и горестное, он думает, что бежит от родителей, а оказывается, что бежит от самого себя. И когда он это осознаёт, он прыгает из вагона, чтобы вернуться домой и признаться в своей вине.Семён Фрейлих, журнал «Искусство кино»

## В ролях
- Игнат Данильцев — Серёжа Воробьёв
- Зинаида Славина — Анна Воробьёва
- Эдуард Марцевич — Никодим
- Валентина Титова — Нина
- Владимир Басов — Андрон
- Любовь Малиновская — бабушка
- Александра Климова — Вероника Макаровна
- Эрнст Романов — Авдеев
- Казимирас Виткус — Доронин
- Анатолий Ведёнкин — Олег Андреевич
- Алексей Миронов — дядя Ваня
- Валерия Лиходей — Галя

## Съёмочная группа
- Автор сценария: Альберт Лиханов
- Режиссёр: Леонид Мартынюк
- Оператор: Феликс Кучар
- Художник: Владимир Чернышёв
- Композитор: Шандор Каллош
- Звукорежиссёр: Владимир Мушперт

## Критика
Если фильм Рижской киностудии [«Эта опасная дверь на балкон»] не только точно высветил важную проблему, но и сумел раскрыть её в образах реальных, лишённых дидактики, то «Семейные обстоятельства» не продвинулись дальше обозначенной в общих чертах темы, не обнаружили в её пространстве живые жизненные связи. История подростка, старательно оберегаемого матерью от сложностей жизни и не подготовленного поэтому к неожиданным и трудным поворотам судьбы, не стала правдивой драматической историей, позволяющей извлечь серьёзные нравственные уроки. Для этого ей не хватило прежде всего крепкой опоры в драматургии фильма, которая лишена разработанных характеров, точных психологических мотивировок, убедительных поворотов в поведении героев.Нина Игнатьева, газета «Советская культура»
Судьба мальчика может найти отклик у зрителя любого возраста — с кем не случается такое, когда бес самолюбия гонит тебя, но в конце концов ты побеждаешь его, обретая душевное равновесие. Почему же то и дело картина утрачивает контакт со зрителем? Авторы не находят способа рассказа именно данного содержания.Семён Фрейлих, журнал «Искусство кино»